# Лебединка (Феодосійський район)
Лебеди́нка (до 1945 року — Шейх-Манай, крим. Şeyh Manay) — село Феодосійського району Автономної Республіки Крим. Розташоване в центрі району. Yаселення станом на 2001 рік становила 83 особи.

## Населення
Мова
Розподіл населення за рідною мовою за даними перепису 2001 року:
| Мова              | Відсоток |
| ----------------- | -------- |
| російська         | 73,49 %  |
| кримськотатарська | 16,87 %  |
| українська        | 8,43 %   |
| ромська           | 1,21 %   |